# Vuelta a España 2025/15. Etappe
Die 15. Etappe der Vuelta a España 2025 findet am 7. September 2025 statt. Sie bildet den Abschluss der zweiten Woche und führt die 80. Austragung des spanischen Etappenrennens nach Galicien. Der Start erfolgt in Vegadeo, bevor es über 167,8 Kilometer nach Monforte de Lemos geht. Nach der Zielankunft werden die Fahrer insgesamt 2412,4 Kilometer absolviert haben, was 75,6 % der Gesamtdistanz der Rundfahrt entspricht.
Nach der 15. Etappe wird der zweite Ruhetag in Ponferrada abgehalten.

## Streckenführung
Unmittelbar nach dem Start in Vegadeo führt die Strecke auf den südlichen Puerto da Garganta (875 m), der auf einer Länge von 16,5 Kilometern im Schnitt mit 5,1 % ansteigt. Die Auffahrt erfolgt dabei über die AS-11. Auf der Kuppe wird eine Bergwertung der 1. Kategorie abgenommen, ehe es nach einer kurzen Abfahrt über Villanueva de Oscos zur nicht-kategorisierten Gegensteigung der Alto de la Llanada geht. Der weitere Streckenverlauf bleibt zunächst profiliert, wobei es über die ebenfalls nicht-kategorisierte Alto de Martul nach Santa Eulalia de Oscos geht. Hier beginnt der Anstieg der zweiten Bergwertung, die auf der Alto de Barbeitos (925 m) abgenommen wird. Diese wird nach 54,7 Kilometern als Bergwertung der 2. Kategorie überquert. Sie weist auf einer Länge von 11,9 Kilometern eine durchschnittliche Steigung von 3,8 % auf, wobei die letzten fünf Kilometer nahezu flach zur Kuppe führen. Nun folgt ein rund 15 Kilometer langes Plateau, das die Fahrer auf der LU-701 und LU-530 absolvieren, ehe Letztere nach einer Abfahrt auf die Alto da Fontaneira führt. Auch hier wird keine Bergwertung abgenommen. Über Baleira, Castroverde und Pobra de San Xiao geht es schließlich ins südliche Sarria, wo bei der Ortsausfahrt 50,7 Kilometer vor dem Ziel der einzige Zwischensprint erfolgt. Hier wird zudem auch ein Bonussprint ausgefahren.
Im Finale geht es auf der LU-546 auf geradem Weg in Richtung Süden. Dabei wird 28 Kilometer vor dem Ziel eine letzte nicht-kategorisierte Steigung befahren, ehe es leicht abschüssig zum Zielort Monforte de Lemos geht. Der Zielstrich befindet sich neben dem Parque dos Condes auf der Rúa Cardenal Rodrigo de Castro.
|                            | Ort                | Kilometer | Länge (km) | Höhe (m) | Ø Steigung |
| -------------------------- | ------------------ | --------- | ---------- | -------- | ---------- |
| Start                      | Vegadeo            | 0,0       |            |          |            |
| Bergwertung (1. Kategorie) | Puerto da Garganta | 16,5      | 16,5       | 875      | 5,1 %      |
| Bergwertung (2. Kategorie) | Alto de Barbeitos  | 54,7      | 11,9       | 925      | 3,8 %      |
| Zwischensprint             | Sarria             | 133,1     |            |          |            |
| Bonussprint                | Sarria             | 133,1     |            |          |            |
| Ziel                       | Monforte de Lemos  | 167,8     |            |          |            |

## Ergebnis
| \| Etappenergebnis \| Etappenergebnis \| Etappenergebnis \| Etappenergebnis \| Etappenergebnis \| \| Fahrer \| Fahrer \| Land \| Team \| Zeit \| \| --------------- \| --------------- \| --------------- \| --------------- \| --------------- \| |        |      |      |      |
| |        |      |      |      |
| Quelle: ProCyclingStats |        |      |      |      |
| Etappenergebnis |        |      |      |      |
| Fahrer | Fahrer | Land | Team | Zeit |

## Gesamtstände
| \| Gesamtwertung \| Gesamtwertung \| Gesamtwertung \| Gesamtwertung \| Gesamtwertung \| \| Fahrer \| Fahrer \| Land \| Team \| Zeit \| \| ------------- \| ------------- \| ------------- \| ------------- \| ------------- \| |        |      |      |      |
| |        |      |      |      |
| Quelle: ProCyclingStats |        |      |      |      |
| Gesamtwertung |        |      |      |      |
| Fahrer | Fahrer | Land | Team | Zeit |

| Punktewertung | Punktewertung | Punktewertung | Punktewertung | Punktewertung |
| Fahrer        | Fahrer        | Land          | Team          | Punkte        |
| ------------- | ------------- | ------------- | ------------- | ------------- |

| Bergwertung | Bergwertung | Bergwertung | Bergwertung | Bergwertung |
| Fahrer      | Fahrer      | Land        | Team        | Punkte      |
| ----------- | ----------- | ----------- | ----------- | ----------- |

| Nachwuchswertung | Nachwuchswertung | Nachwuchswertung | Nachwuchswertung | Nachwuchswertung |
| Fahrer           | Fahrer           | Land             | Team             | Zeit             |
| ---------------- | ---------------- | ---------------- | ---------------- | ---------------- |

| Mannschaftswertung | Mannschaftswertung | Mannschaftswertung | Mannschaftswertung |
| Team               | Team               | Land               | Zeit               |
| ------------------ | ------------------ | ------------------ | ------------------ |